# Toni Rüttimann
Toni Rüttimann (* 21. srpna 1967, Pontresina, Engadin, Švýcarsko) je švýcarský stavitel mostů, který pracuje v jihovýchodní Asii a Latinské Americe, kde je známý jako Toni el Suizo. Staví závěsné mosty z recyklovaných materiálů společně s obcemi, které je potřebují, a to nezávisle a bez vybírání plateb.
Firmy přispívají tím, že darují použité materiály a místní samosprávy vydávají povolení a pomáhají s dopravou. Hotové mosty pak patří lidem, kteří jej postavili. Jím postavené mosty jsou pro chodce, zvířata, motocykly, zahradní traktory – nikoliv pro auta.
V každé zemi, kde Toni Rüttimann pracuje, dá dohromady malý tým místních svářečů a hledá nějakého „kolegu“ – stavitele mostu, kterého učí své řemeslo, a který je později schopen provádět údržbu postavených mostů. Toni „El Suizo“ nemá trvalé bydliště, vše, co potřebuje, se mu vejde do dvou tašek. Jednu má pro osobní věci, ve druhé nosí notebook a některé nářadí potřebné ke svému řemeslu. Společně s místními komunitami vybudoval 760 mostů, které slouží 2 milionům lidí. (stav k 22. 8. 2017)

## Životopis

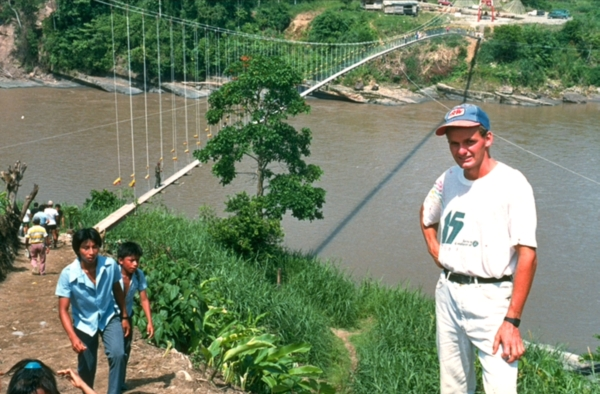
Toni El Suizo u mostu přes řeku Aguarico

### Počátky v Ekvádoru
V roce 1987 viděl Toni v televizi záběry zkázy způsobené zemětřesením v Ekvádoru. Ihned po ukončení studia na Lyceu alpinum Zuoz se rozhodl odejít do Jižní Ameriky. Vzal úspory z mládí a 9000 švýcarských franků darovaných obyvateli z Pontresiny a rodného údolí Engadin.
Poté, co se dostal do oblasti katastrofy způsobené sopkou El Reventador v severovýchodním Ekvádoru, se Toni setkal s holandským hydraulickým inženýrem. S jeho technickou pomocí a díky spolupráci s obyvateli Flor del Valle, která zůstala izolována kvůli jednomu přítoku řeky Aguarico postavil zavěšený most dlouhý 52 metrů.
Po šesti měsících v Ekvádoru se Toni vrátil do Švýcarska a začal studovat stavebnictví na Federálním technologickém institutu v Curychu. Po sedmi týdnech se rozhodl školu opustit a vrátit se do Ekvádoru, aby okamžitě pomáhal.

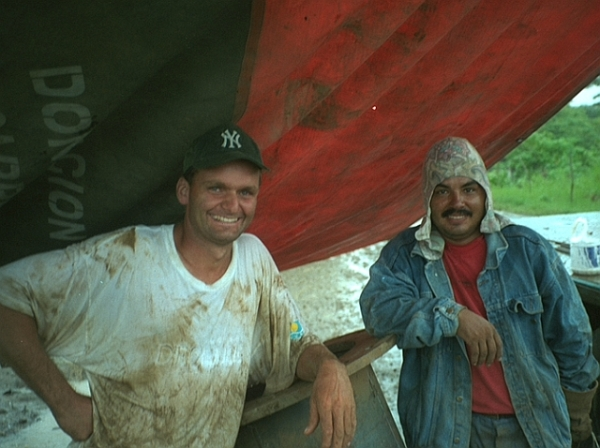
Toni a Walter Yánez

V ekvádorské Amazonii vytvořil systém pro budování mostů za pomoci zúčastněných obcí: lidé přináší písek a kámen, tvrdé dřevo a poskytují pracovní sílu. Toni požádal národní ropnou společnost Petroecuador o trubky ze šrotu a ocelová lana používaná na vrtných věžích.
Od 1988–1990 je postaveno šest mostů. Jeden z nich, přes reku Aguarico, s rozpětím 264 m, je dodnes nejdelším mostem. Toni a ekvádorští rolníci nazvali „mosty z haraburdí“.
V ropném městě Lago Agrio v severovýchodním Ekvádoru, se Toni setkal s Walterem Yánezem, svářečem a mechanikem, budoucím společníkem.  Během příštích sedmi let oba přátelé, spolu s místním obyvatelstvem, postavili dalších 82 mostů po celém Ekvádoru a dalších 10 mostů v Kolumbii, kvůli následkům zemětřesení v 1994 v regionu Páez v oblasti sopky Nevado del Huila.

### Z Ekvádoru do Střední Ameriky

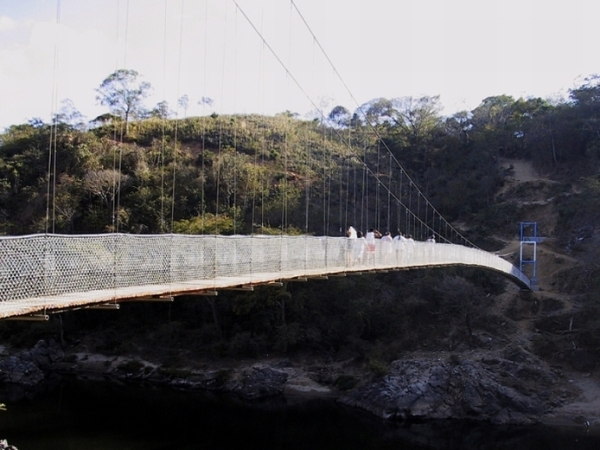
Most přes řeku Lempa mezi Hondurasem a Salvadorem

Do roku 1998 Toni a Walter postavili celkem 99 mostů. Stejný rok za pomoci Ekvádorských leteckých sil pro dopravu, se stavitelé mostů urychleně přemístili do Hondurasu, kde hurikán Mitch zanechal velké škody: postavili zde 33 mostů Další mosty následovaly v Kostarice a Nikaragui; také jeden mezinárodní most mezi Hondurasem a El Salvadorem.
V roce 2000 získal trubky pro 29 mostů ve státě Veracruz, v Mexiku, z továrny na potrubí Tamsa (Tubos de Acero de México SA, dnes Tenaris Tamsa)

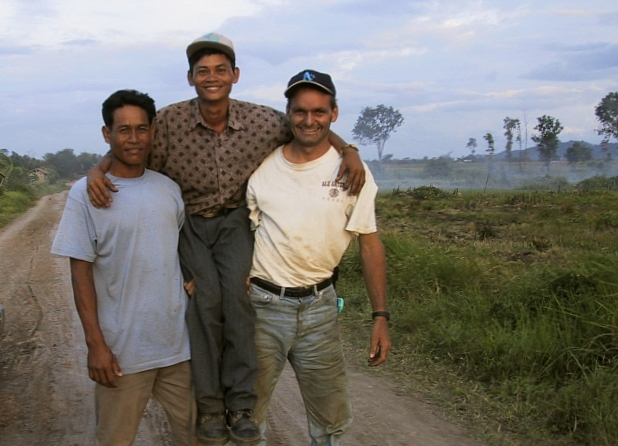
Pen Sopoan a Yin Sopul s Tonim v Kambodži

### Cesta do Kambodže
Při návštěvě Švýcarska Toni přednášel na školách a univerzitách. V roce 2000 zde našel uprchlíka z Kambodži, který ho jménem jeho lidu požádal o pomoc. V dubnu 2001 začal pracovat s dvěma týmy: jeden s Waltrem v Mexiku a druhý s jeho dvěma kambodžskými novými kolegy, mechanikem Yinem Sopulem a řidičem kamionu Penem Sopoanem, oba přežili genocidu Rudých Khmerů.

### Paralyzován Guillain-Barré

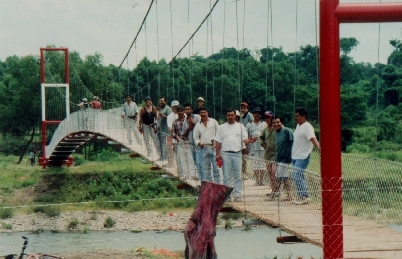
La Lima, Veracruz, Mexico

V dubnu 2002 Toni onemocněl v Kambodži syndromem Guillain-Barré, který ničí myelin v periferním nervovém systému a paralyzuje svaly.  Nejprve v nemocnici, s tužkou v puse a pomocí pouze palců, a pak přijat do Národního centra pro zdravotní rehabilitaci Princess Sirindhorn Thajska, Toni vytváří počítačový program pro transformaci topografických měr, které mu posílají kolegové z Mexika a Kambodži, v jasném a úplném návodu tak, aby mohli pokračovat ve stavbě mostu na dálku.
Tímto způsobem, Walter zkompletoval 29 mostů v Mexiku před návratem do Ekvádoru, kde od roku 2003 do současnosti pokračuje ve stavbě mostů.

### Mosty ve Vietnamu, Laosu, Myanmaru, Indonésii

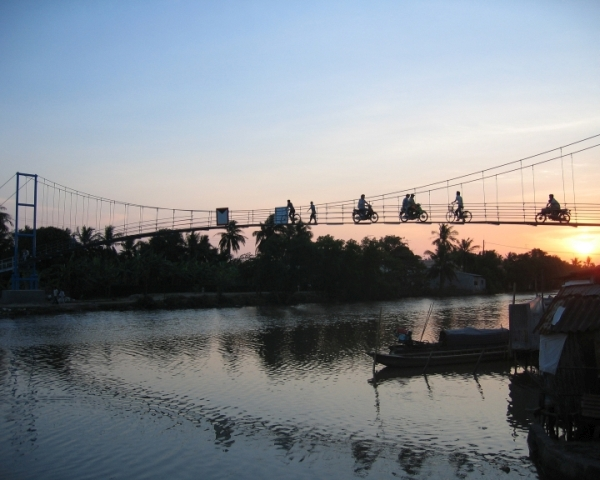
Most přes kanál mezi Bac Lieu a Camau, Vietnam

Po dvou letech rehabilitace se Tonimu podařilo znovu chodit, a tak odjel do Vietnamu. V provincii Ben Tre, s pomocí Mai Sona, penzionovaného viceguvernéra provincie a veterána Vietcongu, vytvořil třetí tým. Ve Vietnamu od roku 2004 do 2008 postavil 58 mostů v deltě reky Mekong a v jeho provinciích Ben Tre, Bac Lieu, Tra Vinh a Dong Thap.

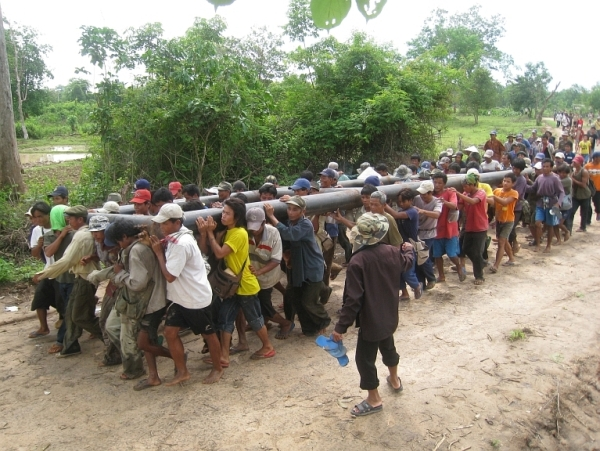
Transport pylonů, Xe Xamxoy, Savannakhet, Laos

Toni pokračuje do sousední země, Laosu, kde již v roce 2006 postavil tři mosty se svým kambodžským týmem. Společně s řidičem kamionu Lao Lanh se třemi svářeči Lao postavil 42 mostů mezi lety 2008 a 2010.

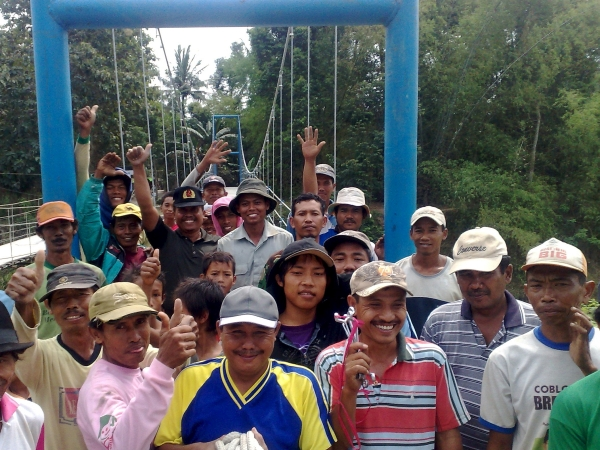
Tamansari, Jember, Jawa Timu

V polovině roku 2008 se přemístil do Myanmaru, a brzy získal vládní povolení ke stavbě mostu i zde. S jeho barmským kolegou Aiklianem, bývalým těžařem drahých kamenů, staví mosty po celé zemi, zatímco pět svářečů připravuje prvky mostu ve vládní loděnici v Yangongu.

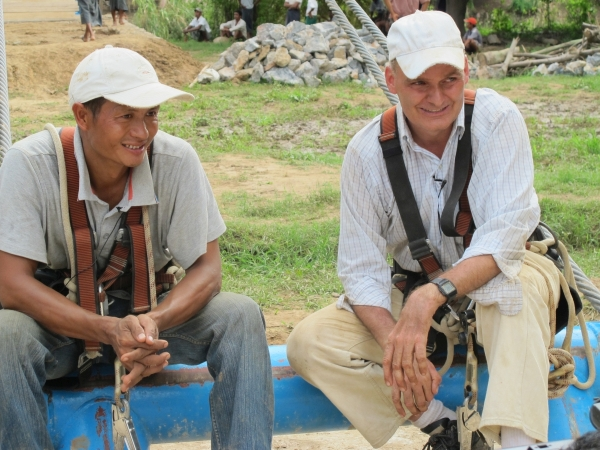
Aiklian a Toni

Na konci roku 2010 Toni zahajuje svoji činnost také v Indonésii. Firma Tenaris daruje trubky z její indonéské dceřiné společnosti, zatímco národní vláda uděluje povolení a svářecí dílnu mimo Jakartu. Indonéský tým se skládá ze Suntany, bývalého provozovatele stavební firmy v Dubaji a tří svářečů. Od roku 2011 do března 2014 bylo postaveno 30 mostů na Jávě a 6 na Sulawesi.

## Dodavatelé

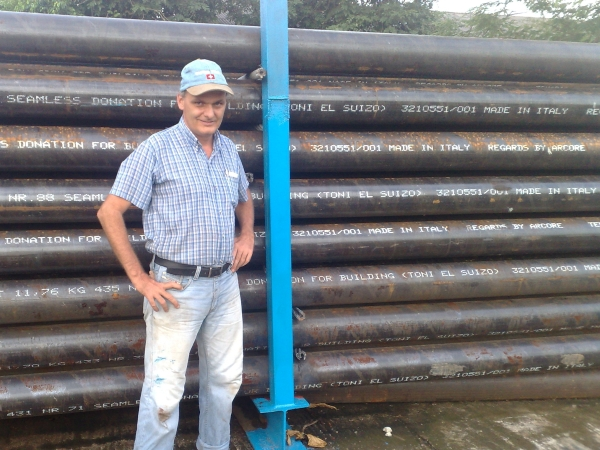
Trubky v Yangonu, darované firmou Tenaris

Od roku 2005, Tenaris daroval trubky – šrot a přebytečný materiál někdy i nový – pro mosty, které postavil Toni na celém světě – ze svých závodů v Itálii, Argentině, Brazílii, Mexiku, Kolumbii a Indonésii, včetně námořní dopravy na dlouhé vzdálenosti do konečného místa určení.

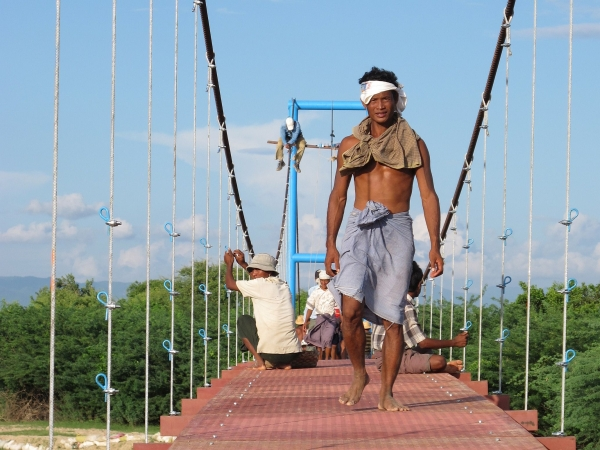
Mostovka pokrytá ocelovými deskami

Od roku 2004 byly darovány protiskluzové ocelové destičky – ve Vietnamu a Ekvádoru příslušnými provinčními vládami; V Laosu a Myanmaru argentinským závodem Ternium, jednou z předních ocelářských společností v Latinské Americe.
V roce 2005 začal Toni používat kabely z lanovek a vleků z hor své rodné země. Lanové dráhy ve Švýcarsku mají povinnost pravidelně měnit jejich kabely, vzhledem k přísným vládním bezpečnostním předpisům.

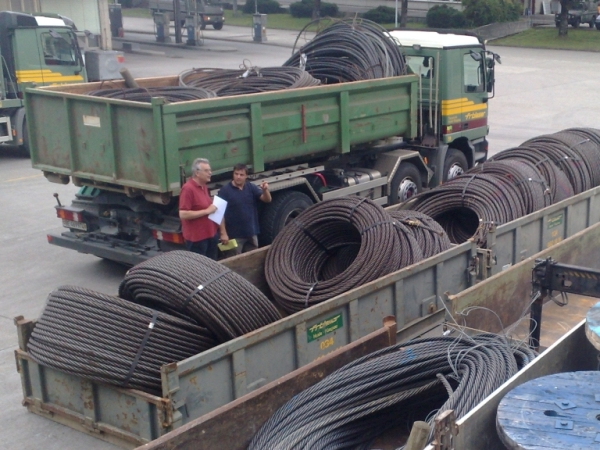
Ocelová lana darovaná švýcarskými firmami

Rüttimann tak dostává kabely několik kilometrů dlouhé, různého průměru a dobré kvality. Ne všechny mosty jím postavené jsou stále v provozu. Na několika místech, zejména v Ekvádoru a Kambodži, byly nahrazeny mosty pro vozidla postavenými vládou. Jinde byly znetvořeny nedostatečnou údržbou obyvatelstva, nebo dokonce, jak se to stalo v údolí řeky Paez v Kolumbii, zničeno přírodními katastrofami.

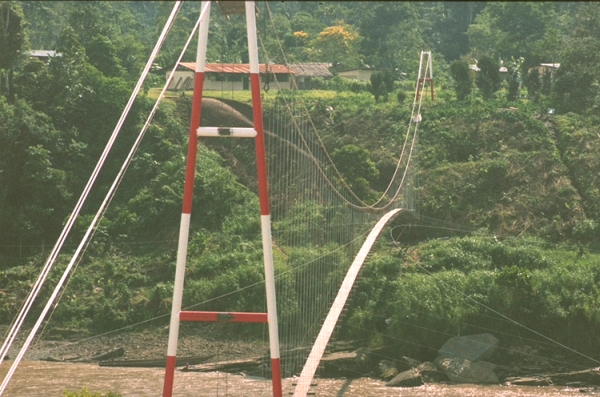
Most přes řeku Aguarico v Ekvádoru

Zatím k žádné závažné havárii při stavbě mostu nedošlo. Je to proto, že místní lidé jsou zvyklí na tvrdou práci a díky přísným bezpečnostním pravidlům a postupům uplatňovaným při prefabrikaci a výstavbě.

## Citáty

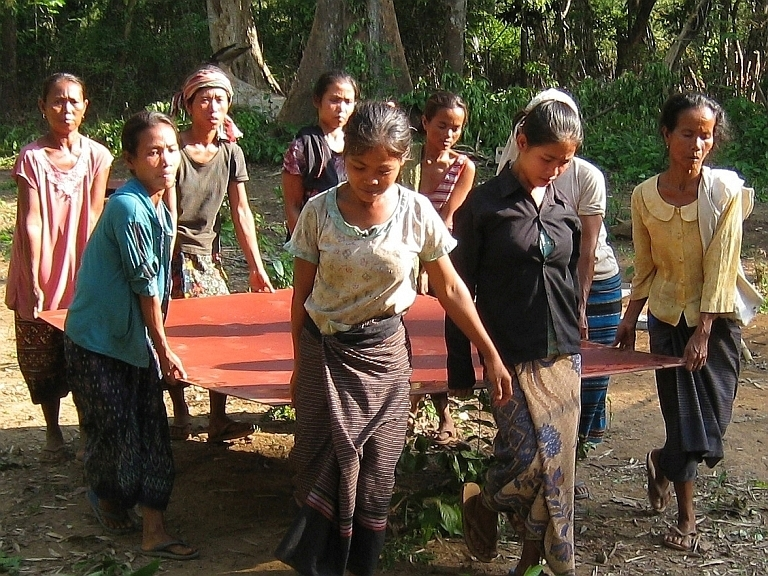
Přenášení ocelové desky v Laosu

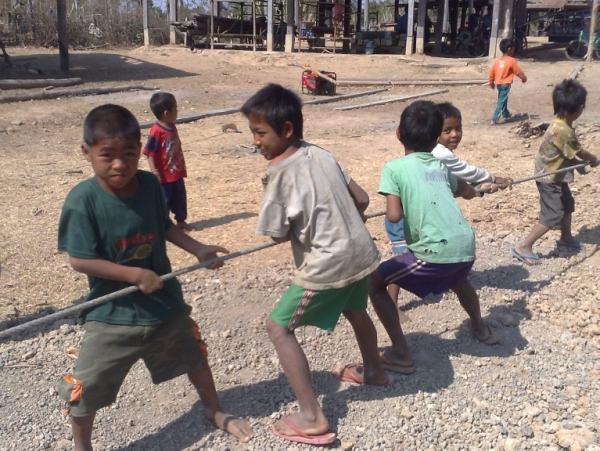
Pomáhá celá vesnice

„Někteří lidé potřebují zemětřesení, aby se probudili. Já jsem jedním z nich.“

„Věnuji svůj život budování mostu s muži a ženami, kteří patří k nejchudším na světe. Ale můj sen není budovat mosty jen tak, ale pomáhat hojit rány, zmírnit utrpení, sbírat vůle a energie z různých horizontu, pro něco krásného, pro něco dobrého.“

„Síla těchto mostů spočívá v těch, kteří je vybudovali vlastníma rukama a také uvnitř té neviditelné sítě lidí, na celém světě, kteří jim konkrétně pomáhají, aby toto úsilí bylo možné. Tato síla je lidská. Je to síla naděje, která přichází, když se člověk rozhodne převzít do svých rukou budoucnost, aby změnil život a budoval svět kolem sebe.“

## Statistika dokončených mostů
| Země             | Dokončeno | Počet uživatelů |
| ---------------- | --------- | --------------- |
| Kambodža         | 77        | 209 500         |
| Indonésie        | 114       | 709 300         |
| Laos             | 43        | 129 900         |
| Myanmar          | 135       | 518 000         |
| Vietnam          | 58        | 248 000         |
| Asie             | 427       | 1 814 700       |
| Argentina        | 2         | 3 500           |
| Kolumbie         | 19        | 30 200          |
| Kostarika        | 14        | 8 000           |
| Ekvádor          | 332       | 384 200         |
| El Salvador      | 1         | 2 500           |
| Honduras         | 33        | 89 700          |
| Mexiko           | 30        | 22 400          |
| Nikaragua        | 4         | 7 700           |
| Latinská Amerika | 435       | 548 200         |
| Celkem           | 862       | 2 362 900       |

## Ocenění
- 1997 Cena Adele-Duttweiler
- 1999 Cena Dr. J.E. Brandenbergera
- 2000 Speciální cena Mezinárodní Asociace mostů a strukturálního inženýrství (IABSE), která uznává jeho příspěvek při budování mostů ve prospěch marginalizovaných.

Od roku 2001 odmítá Toni různé nominace a ocenění. Uvádí k tomu: „Vidím se na úrovni lidí, se kterými pracuji. [...] Raději bych nepřijímal ocenění, ani bych se neúčastnil slavnostních událostí.“